# Roque Avallay
Roque Avallay (San Rafael, 14 dicembre 1945) è un ex calciatore argentino, di ruolo attaccante.
Durante la carriera vince il Metropolitano 1973 con l'Huracán e la Libertadores 1965 con l'Independiente, perdendo la Coppa Intercontinentale 1965 contro gli italiani dell'Inter. Ha giocato più di 400 incontri e segnato 152 reti nella massima divisione argentina.

## Palmarès

### Club

#### Competizioni nazionali
- Campionato argentino: 1

Huracán: Metropolitano 1973

#### Competizioni internazionali
- Coppa Libertadores: 1

Independiente: 1965